# Cultura coreana

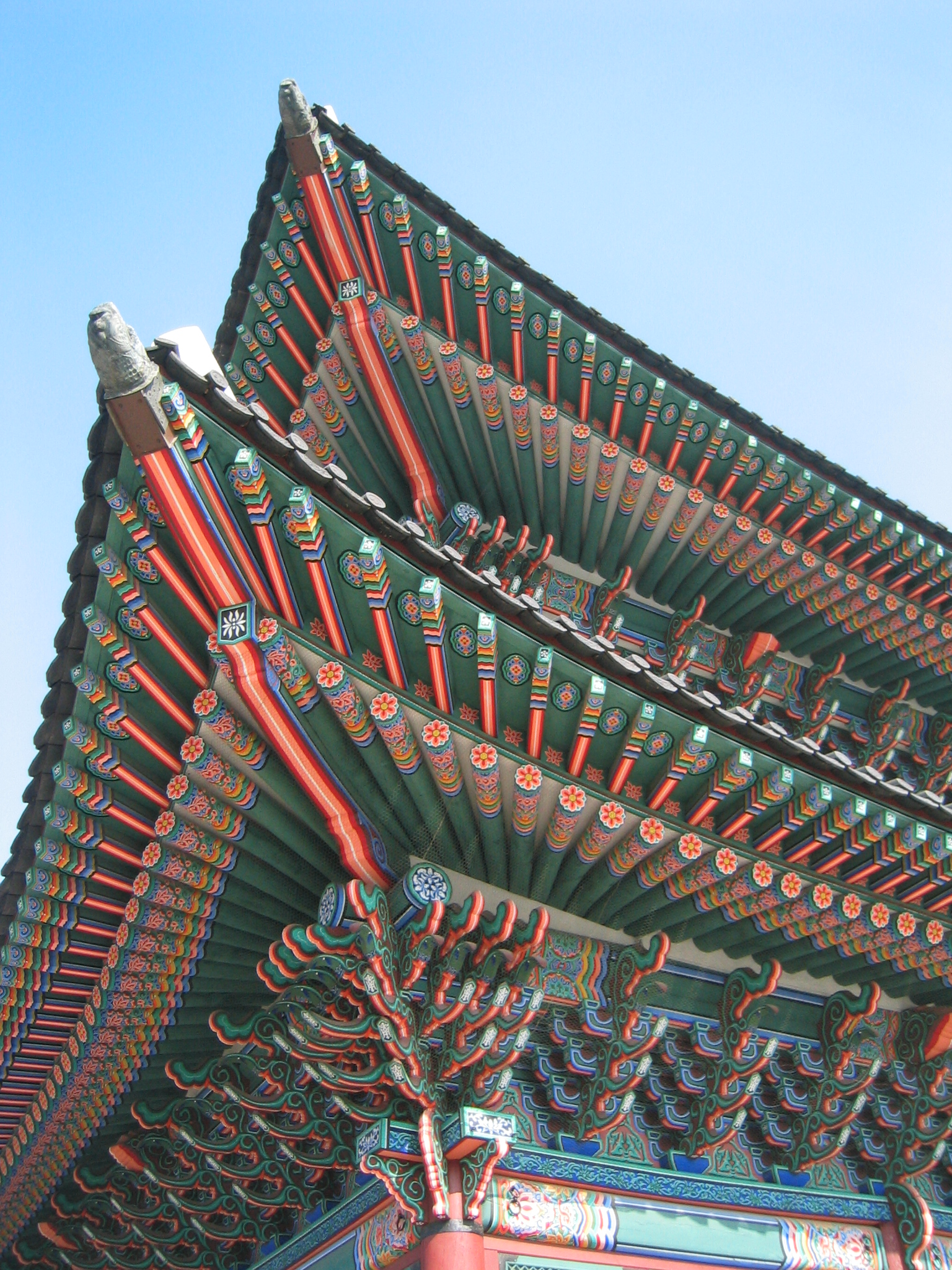
Dancheong, pinturas decorativas em uma construção no Palácio Gyeongbok

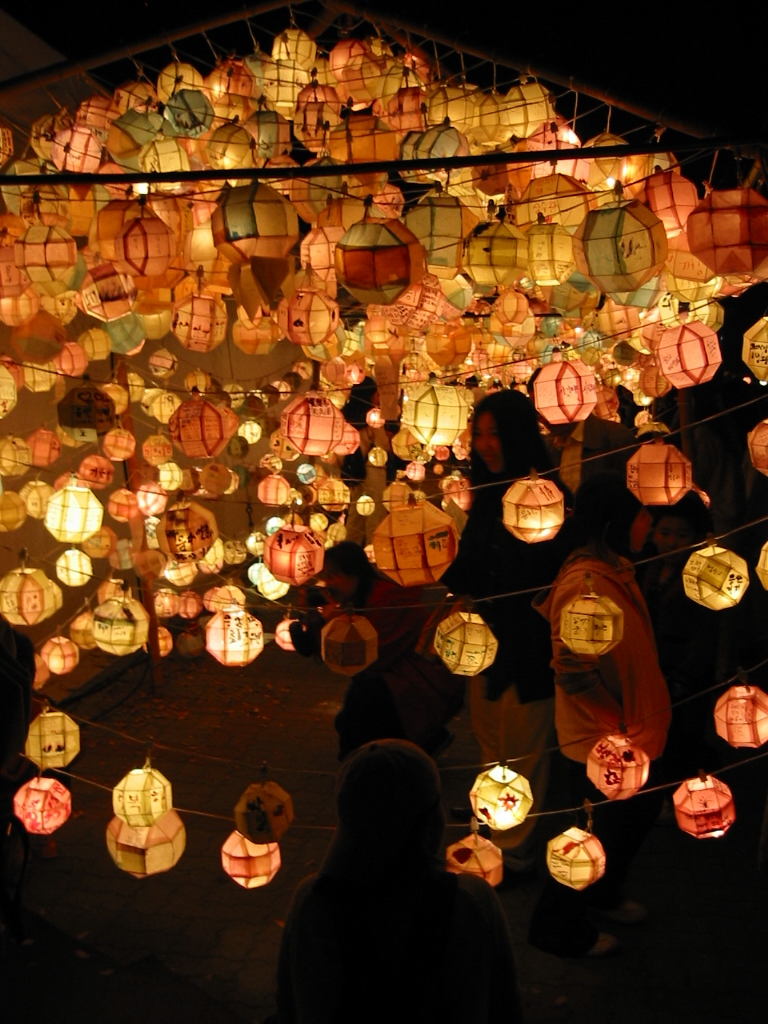
Festival das lanternas de Lótus

A cultura tradicional da Coreia é a herança cultural e histórica da Coreia e sul deManchúria de antes da divisão da Coreia em 1945. Manchúria se refere à antiga região do Nordeste da Ásia, incluindo países como China e Rússia. Sendo uma das culturas mais antigas do mundo, coreanos mantiveram sua cultura viva em uma variedade de jeitos.
Na segunda metade do século XX, a Coreia foi dividida entre Coreia do Norte e Coreia do Sul, resultando em várias diferenças culturais que podem ser percebidas hoje. Antes da Dinastia Joseon, a prática de xamanismo coreano era muito presente na cultura coreana.
A cultura chinesa teve grande impacto na cultura da Coreia em várias áreas, incluindo arte, escrita (literatura), religião, e administração governamental, com coreanos moldando esses modelos chineses.

## História
Assim como a maioria das culturas ancestrais, a História da Coreia inclui momentos de felicidade e paz, assim como derramamento de sangue. A guerra mais notável que já aconteceu na Coreia é, provavelmente, a que muitos conhecem como a Guerra das Coreias. As Coreias do Norte e Sul travaram guerra uma contra a outra, sendo possível resumir com:
1. Coreia do Sul litou com a Coreia do Norte, do lado dos Aliados, enquanto a Coreia do Norte se "rebelava".
2. Ambas chegaram a uma trégua e agora são dois países separados, tendo sistemas de governo diferentes, o que tem impacto em sua cultura moderna.

## Cultura da Coreia do Sul

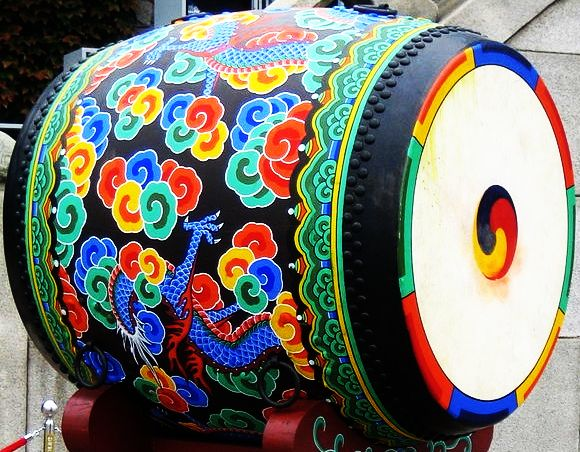
Tambor grande com pinturas Dancheong como decoração

A cultura contemporânea da Coreia do Sul se desenvolveu da cultura tradicional coreana, predominante nas tribos nômades iniciais da Coreia. Mantendo milhares de anos de sua cultura tradicional, com influência da cultura chinesa, a Coreia do Sul passou a desenvolver sua cultura para longe da cultura da Coreia do Norte desde a divisão da Coreia em 1945. A industrialização, urbanização e ocidentalização da Coreia do Sul, especialmente Seoul, trouxe muitas mudanças para a vida da população coreana. Mudanças econômicas e de estilo de vida levaram à concentração da população em cidades grande, e despopulação da área rural, com casas multigeracionais separando em famílias nucleares. Hoje, muitos elementos culturais coreanos, principalmente a cultura popular, se espalharam pelo mundo e se tornaram uma das forças culturais mais proeminentes.

## Cultura da Coreia do Norte
Na Coreia do Norte, o principal tema de expressão cultural é para tirar o melhor do passado e apagar elementos capitalistas. Temas e estilos populares e vernáculos como arte, literatura, música e dança são estimadas como a expressão do espírito real e único da nação coreana.
Etnógrafos, pessoas que fazem pesquisa imersiva em comunidades ou organizações, passam muito tempo buscando restaurar e reintroduzir formas culturais que possuem ideais proletários, ou populares, e que encorajem o desenvolvimento de uma consciência coletiva.
"Proletário" se refere ao estudo marxista de classes nos termos do capitalismo, incluindo os proletários e burgueses. Outras classes como senhorios, burgueses, camponeses e lumpenproletários também existem, mas não são termos principais das dinâmicas capitalistas.
Por fim, expressões musicais e coreografias otimistas são importantes ao se tratar de dança. Grupos folclóricos de dança e corais são uma prática tradicional, mas não em todas as partes da Coreia. Elas eram promovidas pela Coreia do Norte no começo da década de 1990 pelas escolas e universidades. Bandas de fazendeiros também foram revividas.

## Cultura da Prefeitura Autônoma de Yanbian
Mandarin e coreano são ambas línguas oficiais de Yanbian. Vice News descreveu a prefeitura como "Coreia do Oeste" e "Terceira Coreia", devido a presença da cultura de ambas Coreia do Norte e Coreia do Sul.
O Museu da Prefeitura Autônoma Coreana de Yanbian foi planejada em 1960, e construída em 1982. Ele tem mais de 10 mil exibições, incluindo 11 artefatos de primeiro nível. As exibições estão em duas línguas, coreano e mandarin. Passeios guiados também acontecem em ambas as línguas.

## Influência do budismo na cultura e tradição

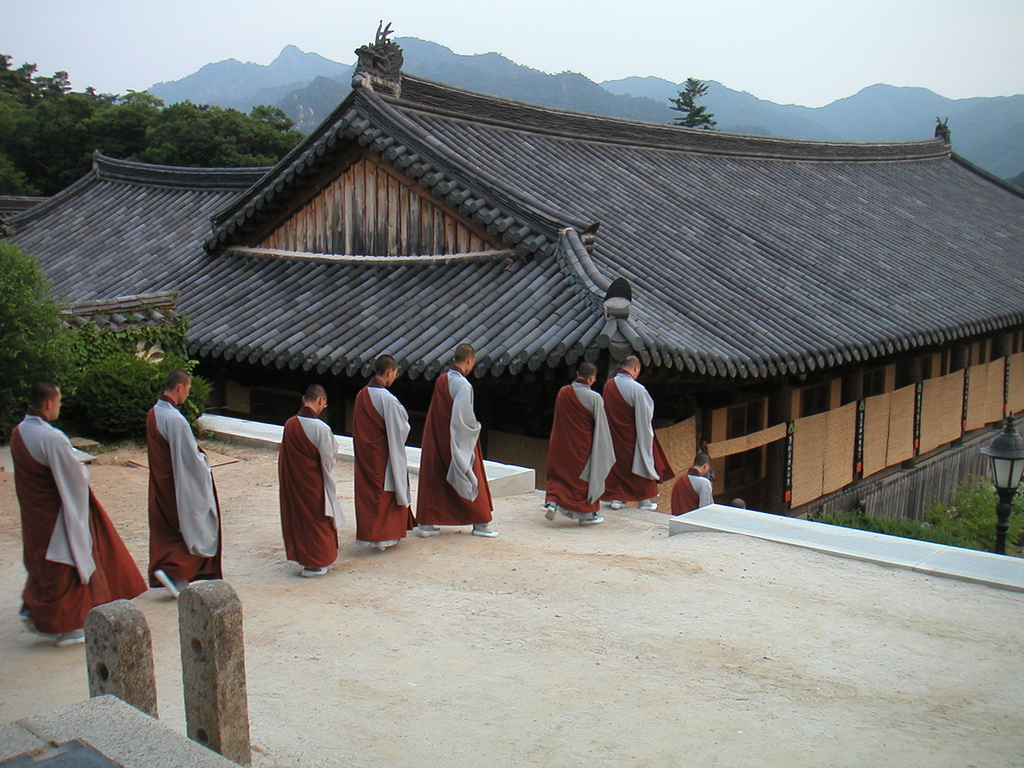
Monges saindo de seus quartos após as rezas matinais em Haeinsa

A cultura coreana é fortemente influenciada pelo budismo, tendo se tornado um aspecto inerente das tradições coreanas, incluindo a cultura secular de pessoas não-budistas no país. Um pesquisa do governo feita em 2005 mostrou que cerca de um quarto dos coreanos do sul se identificam como budistas. Com a incorporação do budismo na cultura tradicional coreano, ele é agora considerado parte do contexto filosófico e cultural. Como resultado, muitas pessoas são influenciadas por essa tradição. Assim, ao considerar crenças seculares e pessoas influenciadas pela fé mas que não seguem a religião, o número de budistas na Coreia do Sul é considerado muito maior. Igualmente, na Coreia do Norte, que é oficialmente ateísta, enquanto budistas são cerca de 4,5% da população, um número muito maior da população (acima de 70%) é influenciada pela filosofia e os costumes budistas.
Quando o budismo foi introduzido na Coreia vindo de Former Qin em 372, cerca de 800 anos após a morte de Gautama Buddha, xamanismo era uma religião indígena. Os registros Samguk yusa e Samguk sagi mostram os 3 monges que estavam entre os primeiros a trazerem os ensinos budistas, ou Darma, para Coreia no século IV durante os três reinos da Coreia: Malananta, Sundo e Ado. Como o budismo não parecia interferir com os ritos de culto à natureza, foi permitido que praticantes do xamanismo participassem dessa religião. Assim, as montanhas, que acreditava-se serem a residência de espíritos, passaram a ser locais de templos budistas.
Apesar da grande aceitação inicial, mesmo sendo considerado a ideologia estatal durante o período Goryeo (918–1392 EC),o budismo sofreu grande repressão na eraJoseon (1392–1897 EC), que durou mais de quinhentos anos. Durante esse período, Neoconfucionismo superou a dominação do budismo. Só depois de os monges budistas se manterem contra a Invasão Japonesa da Coreia (1592–98) que a perseguição parou. O budismo na Coreia permaneceu subjugado até o fim do período Joseon, quando sua posição foi fortalecida pelo período colonial, que continuou de 1910 até 1945. Entretanto, esses monges budistas não apenas colocaram um fim a colonização japonesa em 1945, como também mantiveram sua religião e identidade separada ao reformar suas tradições e práticas. Eles criaram uma fundação para muitas sociedades budistas, e a geração mais nova de monges criou a ideia de Mingung Pulgyo, "budismo para as pessoas". Isso é importante pois foi criado pelos monges que focavam em problemas diários do ser humano.

### Dança e artes marciais

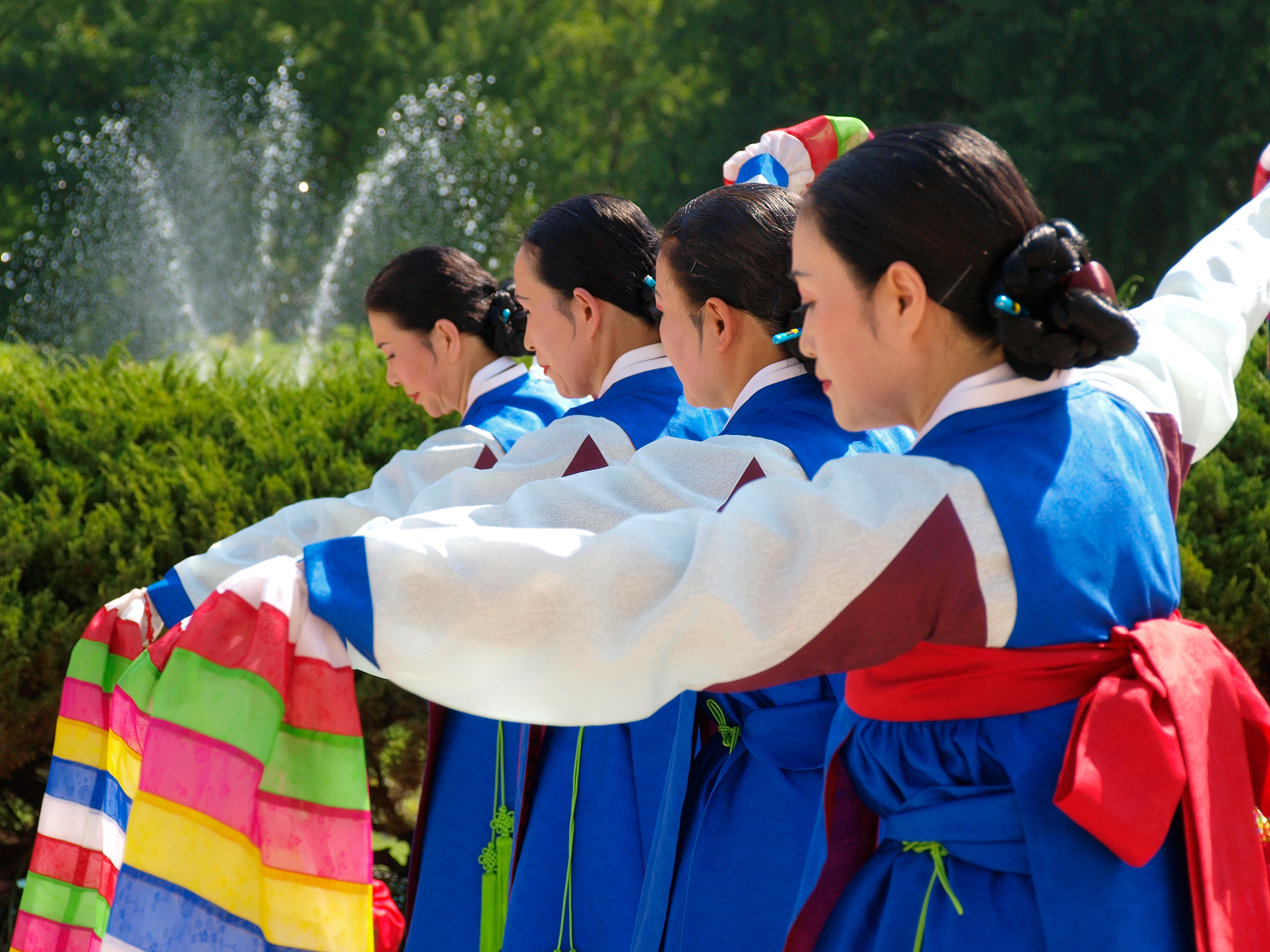
Jinju geommu

Na Coreia, existe uma distinção entre dança de corte e dança folclórica. Algumas danças de corte são jeongjaemu (정재무), dançada em banquetes, e ilmu (일무), dançada em rituais do confucionismo. Jeongjaemu é dividido em danças nativas (향악정재, hyangak jeongjae) e danças importadas da Ásia Central e China (당악정재, dangak jeongjae). Ilmu é divido entre dança civil (문무, munmu) e dança militar (무무, mumu). Dramas e danças com máscaras são tradicionais em várias regiões da Coreia. As roupas tradicionais são chamadas genja, uma roupa especial que mulheres usam em festivais. Ela é rosa com vários símbolos ao redor do pescoço.
A coreografia tradicional de danças de corte é refletida em várias produções contemporâneas.
Taekkyon, uma arte marcial  tradicional coreana, é importante para a dança clássica coreana. Taekkyon, sendo um sistema completo de movimentos integrados, teve suas técnicas básicas adaptadas para máscaras, danças e outras artes tradicionais. Taekwondo, uma luta coreana, teve origem na década de 1940.

### Pintura

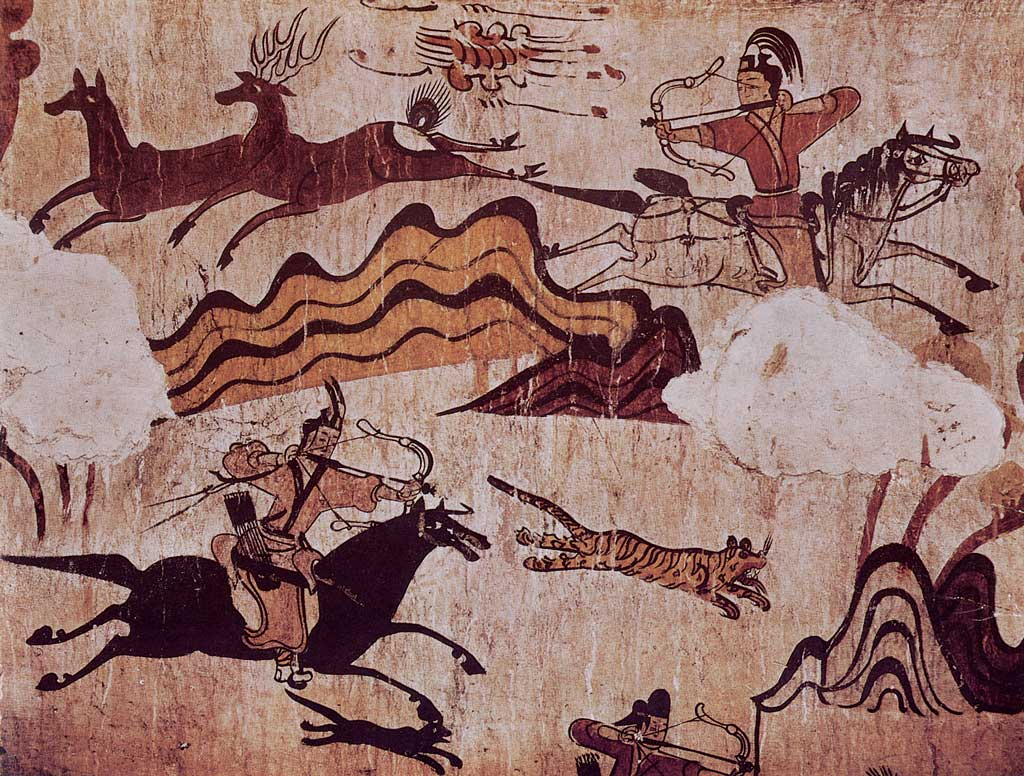
Arquearia a cavalo coreana no século V

As pinturas mais antigas já encontradas na península coreana são petróglifos da pré-história. Com a chegada do Budismo indiano a partir da China, foram introduzidas outras técnicas. Essas técnicas se estabeleceram rapidamente no popular, mas as técnicas indígenas ainda existem. Entre elas estão os murais da tumba de Goguryeo. Esses murais, presentes dentro de várias tumbas, são ótimos para o conhecimento de cerimônias, guerra, arquitetura, e vida diária dos ancestrais de Goguryeo. O reino Balhae, sucessor do estado de Goguryeo, absorveu muitos elementos tradicionais de Goguryeo.
Existe uma tendência para o naturalismo, com temas como paisagens realistas, flores e pássaros sendo populares. Ink é o material mais usado, e é pintado em mulberry paper ou seda. Detalhes engraçados estão presentes as vezes.
No século XVIII, técnicas indígenas já estavam mais avançadas, particularmente em caligrafia e selos.
Durante o período Joseon, novos gêneros de pintura coreana floresceram, como chaekgeori (pintura de livros) e munjado (pintura de letras), revelando a paixão por livros e aprendizado da cultura coreana.
Artes são influenciadas por tradição e realismo. Por exemplo, a quase fotográfica "Break Time at the Ironworks" de Han mostra homens musculosos e suados bebendo água de copos de latão em uma fundição sufocante.  "Peak Chonnyo of Mount Kumgang", de Jeong Son, é uma paisagem clássica coreana de muitos penhascos rodeados de neblina.

### Artesanato

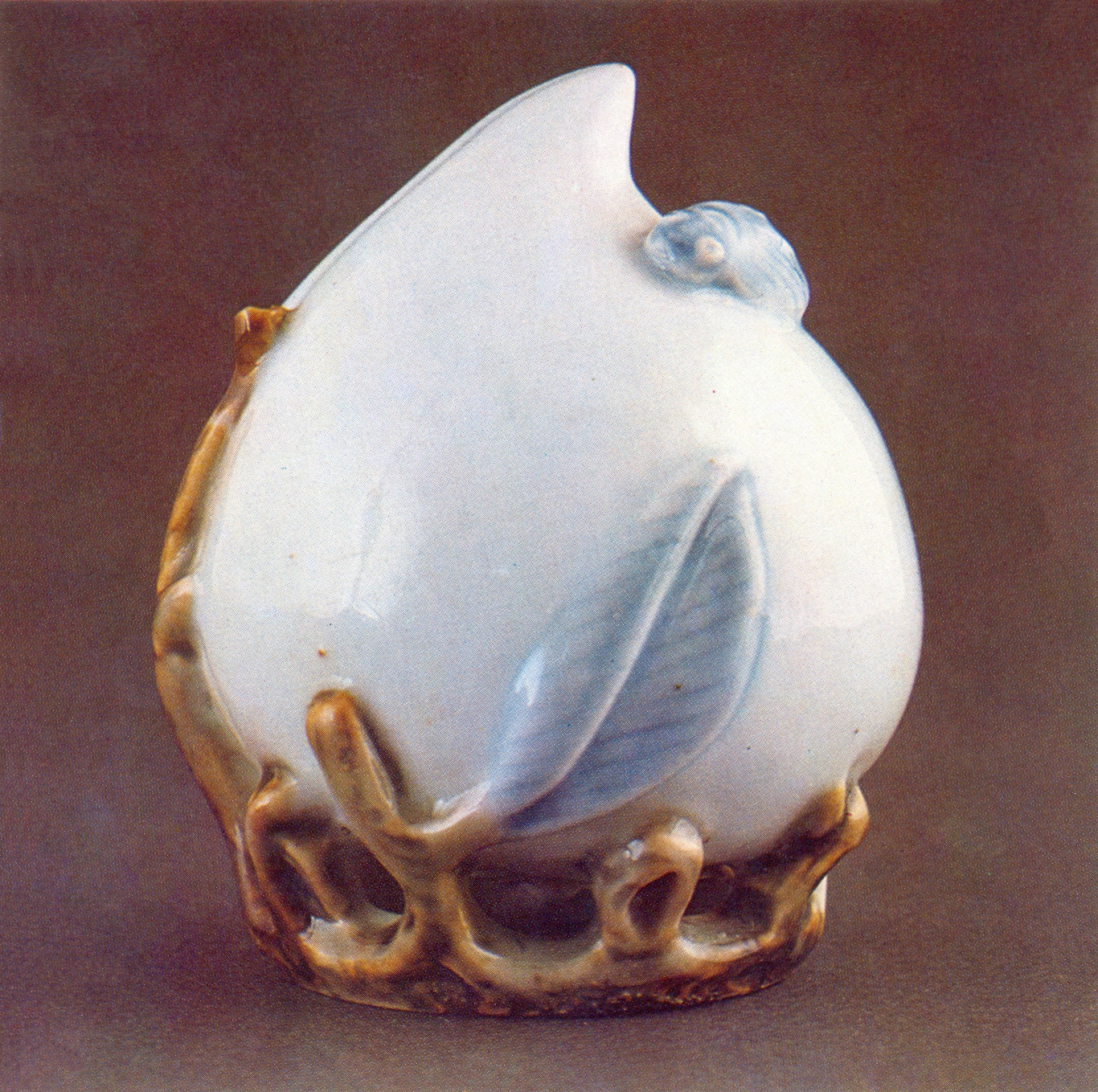
Porcelana da Dinastia Joseon, séc. XVIII

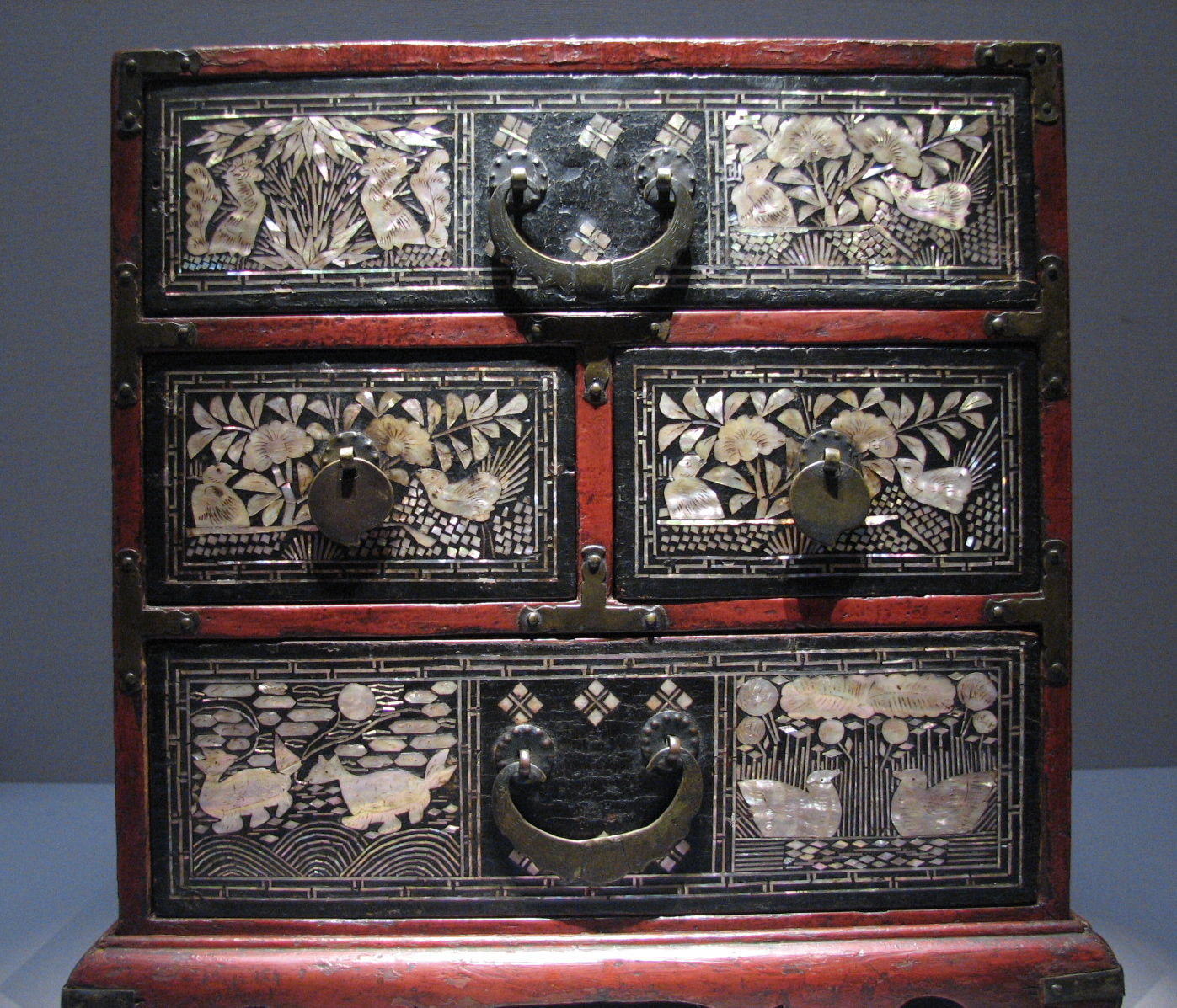
Gaveteiro devorado com pérolas, no Museu Nacional da Coreia em Seoul

A Coreia tem artesanatos muito únicos. A maior parte é criada para uso diário, dando prioridade a praticidade do uso do que a estética. Materiais usados tradicionalmente são metal, madeira, tecidos, laca, e barro, mas vidro, couro e papel também era usados esporadicamente.
Muitos artesanatos sofisticados e elaborados foram escavados, incluindo coroas, cerâmicas, panelas e ornamentos. Durante o período Goryeo, o uso de bronze foi avançado. Latão foi um material bem popular. Entretanto, esse dinastia é mais reconhecida pelo uso de celadon (tipo de cerâmica e porcelana esmaltada).
Durante o período Joseon, artesanatos populares eram feitos de porcelana e decorados com pinturas azuis. Marcenaria também viu avanços nesse período. Isso levou a móveis mais sofisticados, incluindo armários, baús, mesas e gaveteiros. Móveis coreanos mostram uma das melhores formas de marcenaria e design da Ásia e do mundo. É parte de um ofício que existe a mais de um milênio, mantendo viva uma tradição que se mantém intocada desde o século XVII. Foi essa tradição que criou móveis com os designs mais procurados por antiquários e colecionadores ao redor do mundo.

### Cerâmica

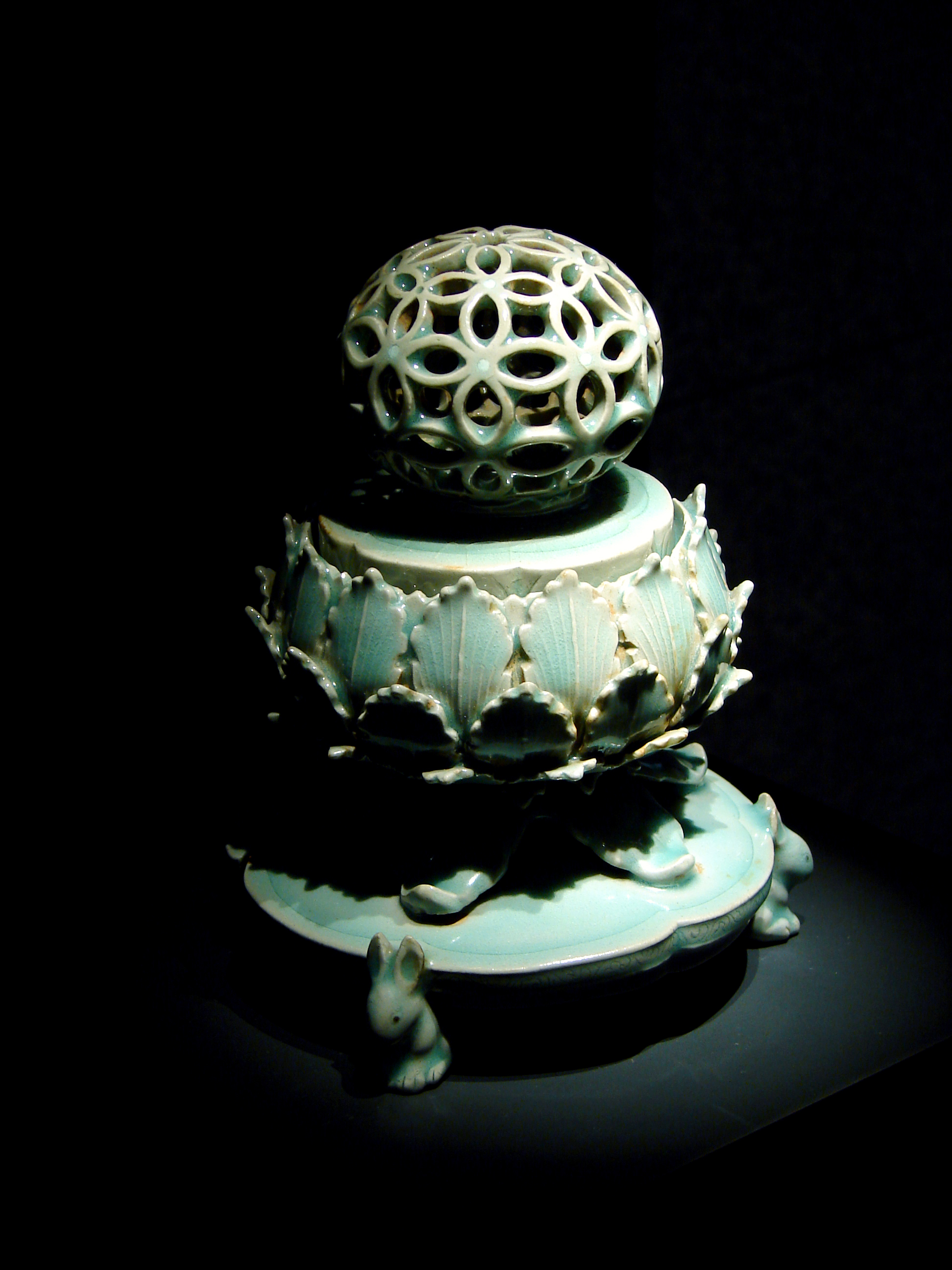
Incensário de celadon da Dinastia Goryeo

No período Goryeo, celadon verde se tornou muito popular. No século XII, métodos mais sofisticados foram inventados, permitindo decorações mais elaboradas e em diferentes cores. Em Arts of Korea, Evelyn McCune diz, "Durante o século doze, a produção de cerâmicas atingiu seu ápice de refinamento. Muitas variedades apareceram simultaneamente em um quarto de século, entre eles, a pintura em camadas, considerada uma invenção coreana." William Bowyer Honey, do Victoria and Albert Museum da Inglaterra, escreveu "As melhores produções coreanas não eram apenas originais, elas eram as cerâmicas mais graciosas já feitas. Elas tem todas as virtudes que uma cerâmica pode ter. A cerâmica coreana, na verdade, se tornou ainda melhor que a chinesa".
Porcelana branca se tornou popular no século XV e logo ultrapassou o celadon. Elas eram normalmente pintadas ou decoradas com cobre.
Durante a guerra Imjin no século XVI, ceramistas coreanos foram levados para o Japão, sendo fortemente influenciados pelas cerâmicas japonesas. Muitas famílias ceramistas japonesas de hoje podem traçar sua arte e ancestralidade até esses ceramistas coreanos que foram levados ao Japão durante a tentativa de conquistar a península coreana.
No final do período Joseon (fim do séc. XVII) porcelana branca e azul se tornou popular. Os designs eram pintados em cobalto azul e porcelana branca.

### Música

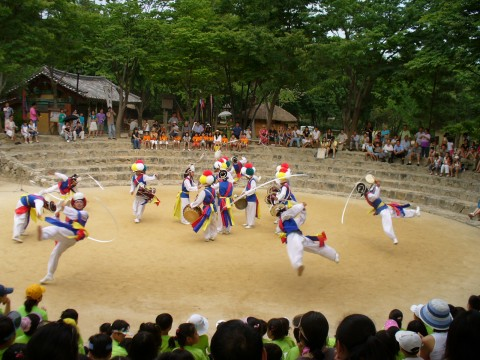
Pungmul

Existe uma distinção entre música popular e música de corte. Música popular coreana é variada e complexa de vários jeitos, mas todas as forma mantém um conjunto de ritmos  (chamado 장단; Jangdan) e um conjunto de modos musicais. O estilo é chamado Pansori (판소리) é performado por um cantor e um tamboreiro. Ocasionalmente, eles são acompanhados de dançarinos e narradores. Esses foram classificados como uma propriedade cultural intangível pelaUNESCO's Memory of the world. O Pungmul (풍물) é performado por tamboreiros, dançarinos e cantores. Samul Nori é um tipo de música tradicional coreana baseada em Pungmul, e Sanjo (산조) que é tocada sem pausa e em tempos mais rápidos. Nongak (농악) significa "música de fazendeiros".
A música de corte pode ser traçada até o começo da Dinastia Joseon, em 1392. Nesse estilo é incluído A-ak, Dang-ak e Hyang-ak. Essas músicas tradicionais ainda são muito tocadas.

## Estilo de vida

### Casas
Casas tradicionais coreanas são chamadas Hanok (Hangul:한옥). Os locais de residência são selecionados usando geomancia tradicional.
As casas deviam ser construídas contra uma colina em direção ao sul, para receber o máximo de luz do sol. Isso ainda é uma preferência atualmente. Geomancia também influencia o formato da construção, em que direção ela é feita, e o material que a casa é construída.

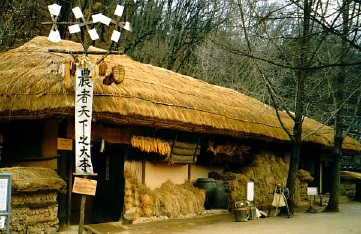
Casa de fazenda tradicional, Folk Village, Seoul

Casas tradicionais podem ser estruturadas com uma parte interne (안채, anchae) e uma externa (사랑채, sarangchae). O layout individual depende da região e fortuna da família. Aristocratas usavam o pátio externo para recepções, enquanto famílias mais pobres usavam o sarangchae para manter gado. Quanto mais rica a família, maior é a casa. Entretanto, era proibido que qualquer família além do rei ter uma residência maior que 99 kan. Um kan é a distância usada entre dois pilares usados em casas tradicionais.

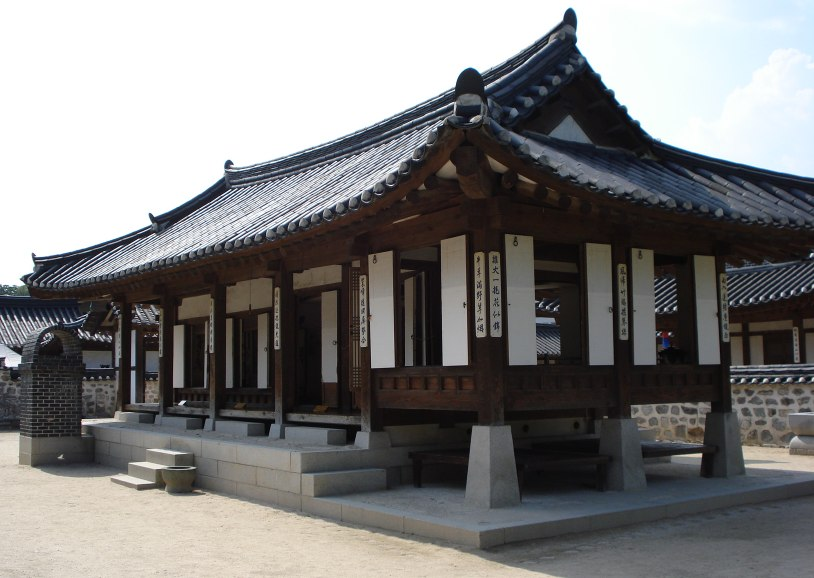
Casa tradicional, hanok (한옥)

A parte interior normalmente consistia de uma sala de estar, uma cozinha, e um salão central com piso de madeira. Mais cômodos podem ser anexados. Fazendeiros pobres não tinham nenhuma parte exterior. Aquecimento no piso (온돌, ondol) é usado na Coreia desde a pré-história. A construção principal era feita de madeira, argila, telha, pedra e palha. Por madeira e argila serem mais comuns para construção, poucas delas sobreviveram até hoje.

### Jardins

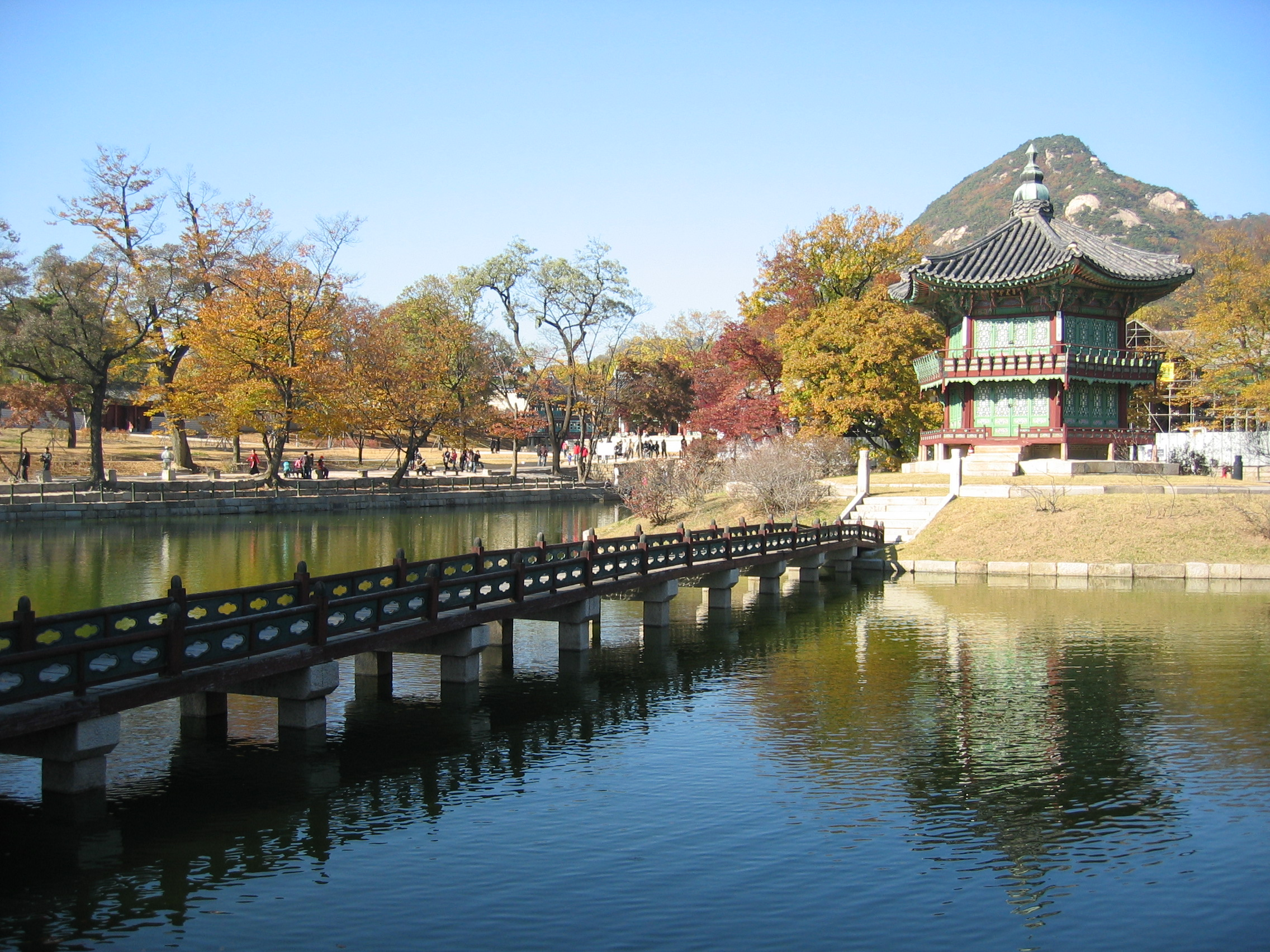
Hyangwonjeong, fazenda Gyeongbokgung, Seoul

Os princípios de jardins privados e em templos são os mesmo. Jardinagem coreana é influenciada primariamente pelo xamanismo coreano. O xamanismo enfatiza natureza e mistério, pagando grande atenção aos detalhes do layout. Em contraste com jardins japoneses e chineses, que são decorados com elementos feitos pelo homem, jardins coreanos evitam coisas artificias, tentando manter o jardim "mais natural que a natureza".
O lago de lótus é uma característica para o jardim coreano. Se já existir um natural, é comum construírem um pavilhão ao lado, permitindo a observação da água.
O Poseokjeong, perto de Gyeongju, foi construído no período Silla. Ele demonstra a importância da água em jardins tradicionais coreanos. Esse jardim tem um curso de água no formato de um abalone. Durante os últimos dias do período Silla, os convidados do rei sentavam junto da água e conversavam enquanto copos de vinhos flutuavam durante os banquetes.

### Roupas

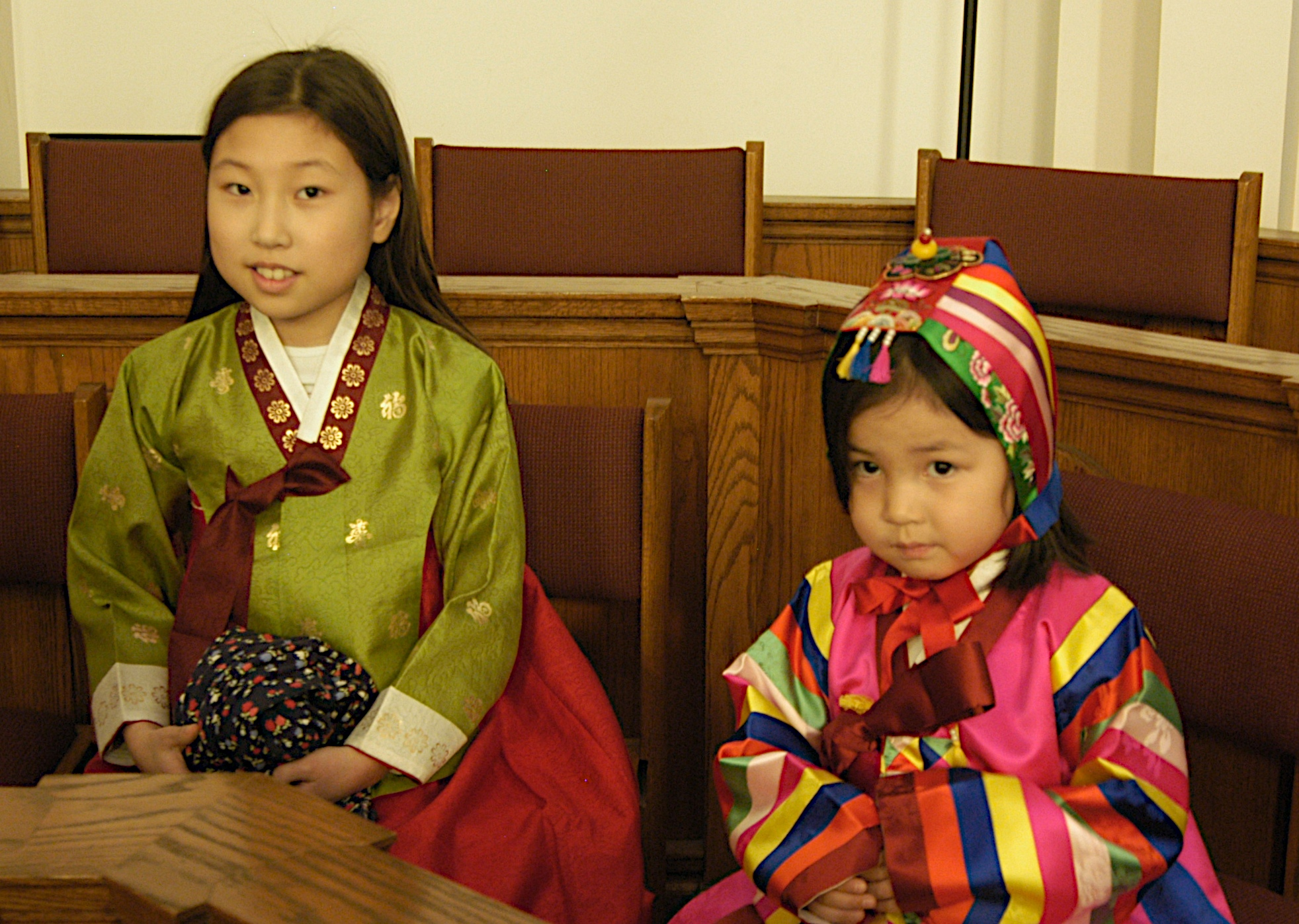
Hanbok

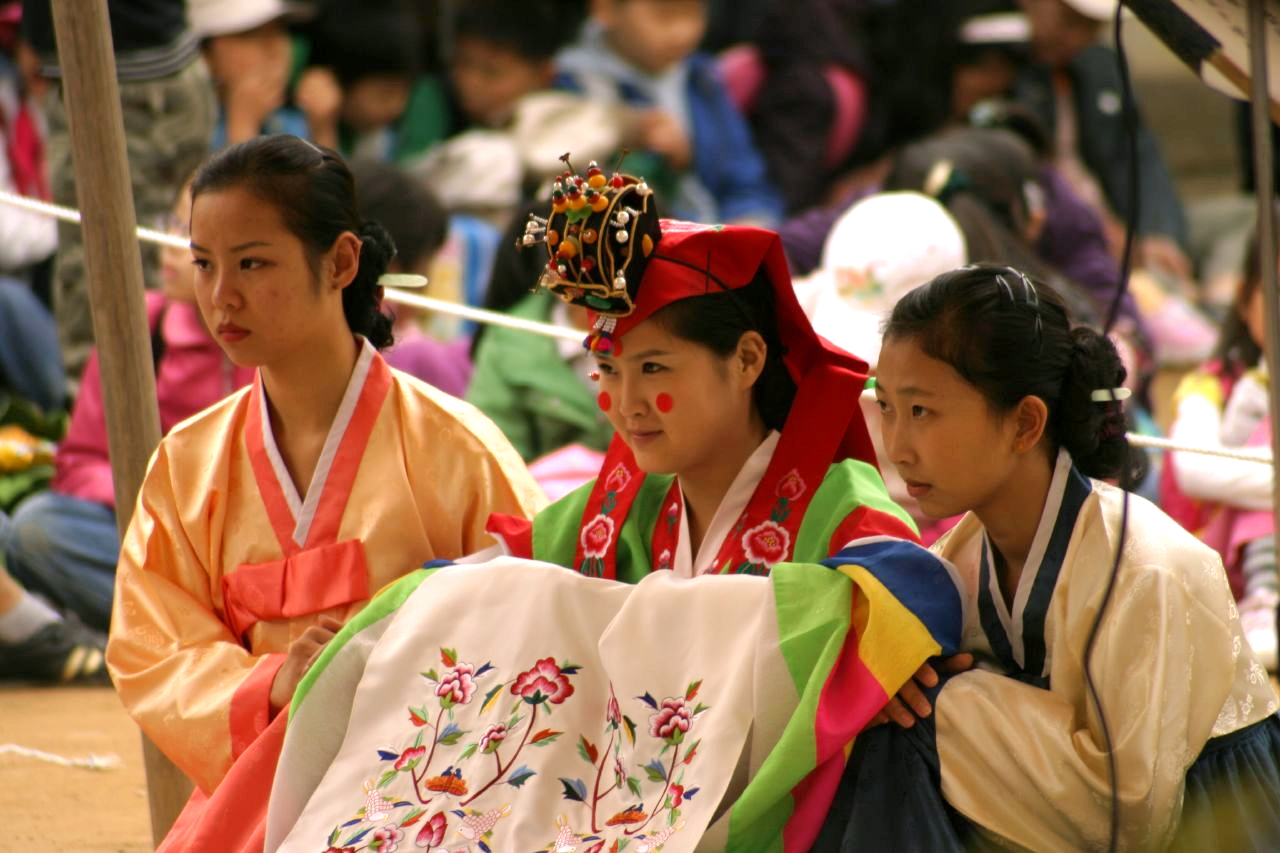
Hwarot, vestido de noiva

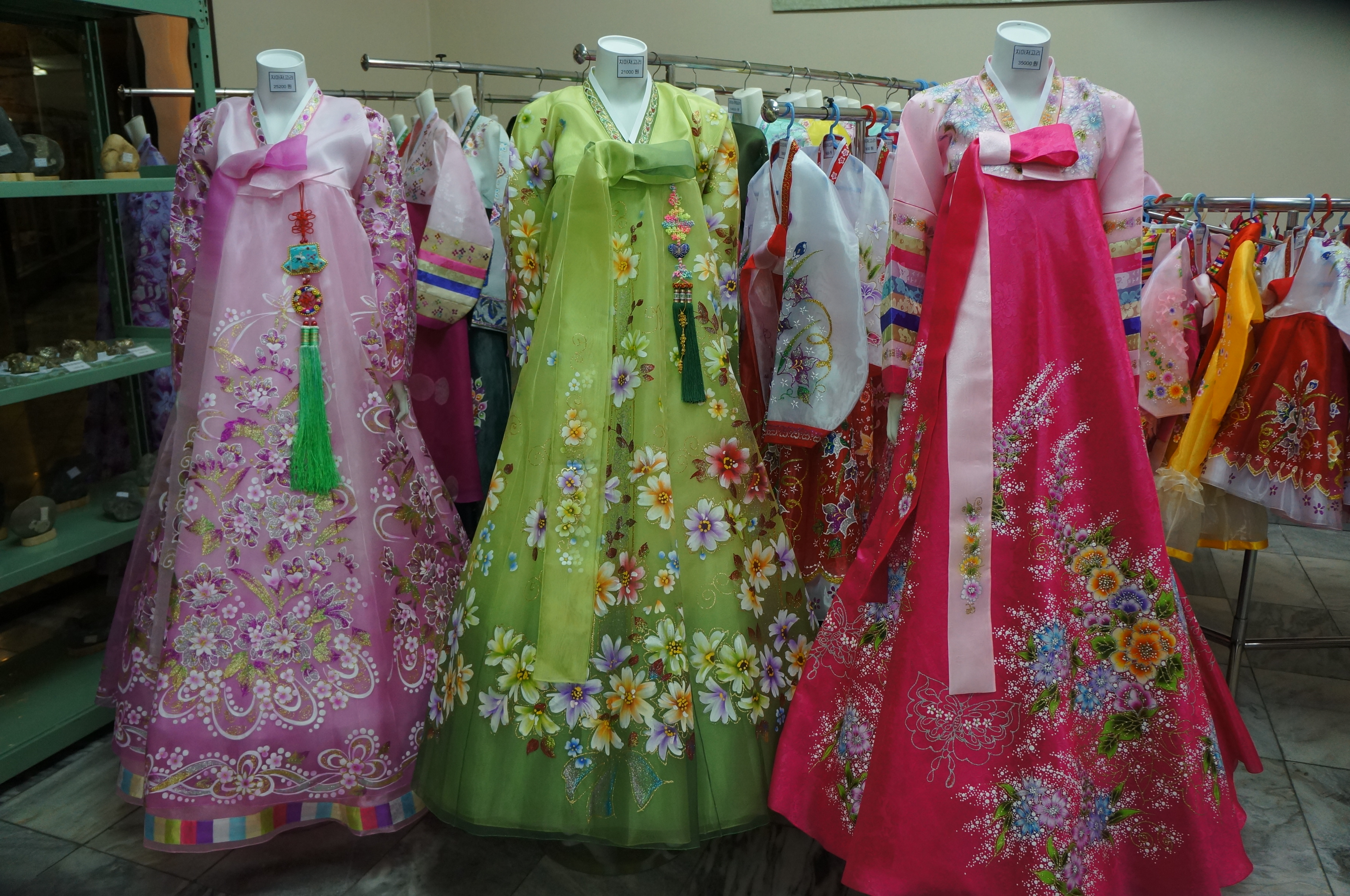
Chosŏn-ot norte coreano

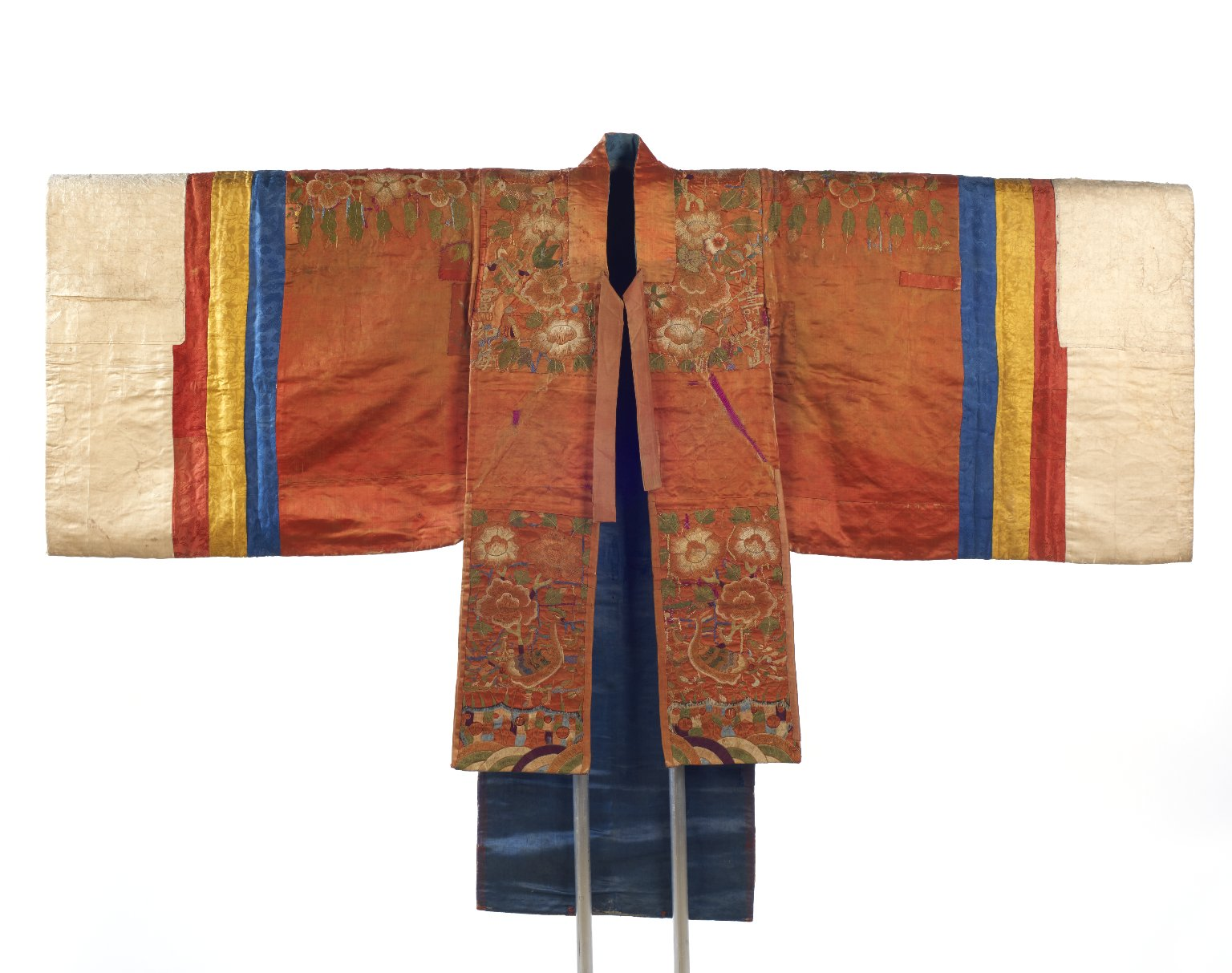
Roupa de noiva (Hwalot), século XIX, Brooklyn Museum

A vestimenta tradicional conhecida como hanbok  (한복, 韓服) tem sido usado desde a antiguidade. Ele consiste de uma camisa (jeogori) e uma saia (chima).
Os coreanos se vestem diferente de acordo com o status social, fazendo o vestuário ser uma importante marca de hierarquia social. Roupas impressionantes foram usadas pela classe dominante e a família real. A classe alta também usava joias para se distanciar das classes mais baixas. Um item de joalheria tradicional era um pingente no formato de elementos da natureza e feitos de gemas preciosas, com um tassel de seda na ponta.
Pessoas comuns eram restringidas à roupas não tingidas. Essas vestimentas diárias sofreram poucas mudanças durante o período Joseon. Ela era comum para todos, com distinções em roupas oficiais e cerimoniais.
Durante o inverno as pessoas usavam vestimentas acolchoadas com algodão. Peles também eram comuns.
Hanbok é classificado de acordo com seu propósito: uso diário, cerimônias e vestimentas especiais. Roupas cerimoniais são usadas em ocasiões formais, incluindo o primeiro aniversário de uma criança(doljanchi), um casamento ou um funeral. Vestimentas especiais são feitas para xamãs e oficiais.
Atualmente o hanbok é usado em ocasiões formais. O uso diário, infelizmente, foi perdido. Entretanto, pessoas idosas ainda usam o hanbok, assim como a aristocracia ainda existente da Dinastia Joseon.

### Culinária

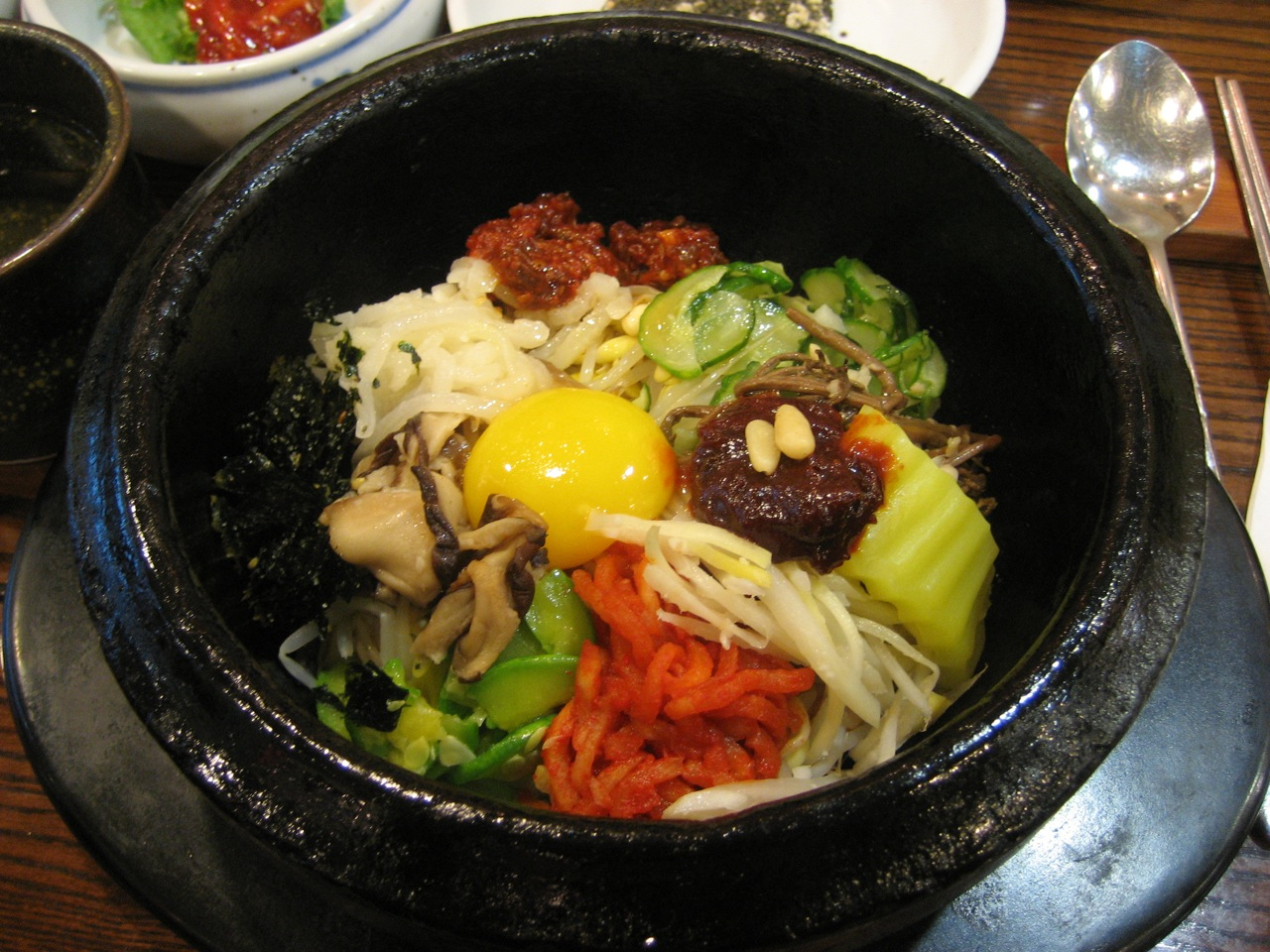
Bibimbap

Arroz é um alimento básico na Coreia, sendo quase exclusivo na agricultura do país até recentemente. As principais culturas na Coreia são arroz, cevada, e feijão, mas existem várias culturas suplementares. Peixe e outros produtos do mar também são importantes para a península.
Receitas fermentadas também foram desenvolvidas na antiguidade e são consideradas tradicionais da Coreia. Isso inclui peixe e vegetais em conserva. Esse tipo de comida fornece proteínas e vitaminas essenciais durante o inverno.
Kimchi é uma das famosas comidas coreanas. É uma receita de vegetais em conserva, contendo vitaminas A e C, tiamina, riboflavina, ferro, cálcio, caroteno, etc. Existem muitos tipos de kimchi incluindo o de repolho, cebolinha, pepino, rabanete e gergelim.
Acompanhamentos (Banchan) são comuns em refeições. O prato principal é quase sempre servido com acompanhamentos. Alguns comuns são: kimchi, rabanete em conversa, broto de soja, macarrão de arroz, salada de pepino e espinafre.

#### Comidas de templos, cerimoniais e ritualísticas
Um grande número de pratos foi desenvolvidos. Elas podem ser divididas entre comidas cerimonias e ritualísticas. Comidas cerimoniais são usadas quando uma criança faz 100 anos, no primeiro aniversário, em casamentos e no 16º aniversário. Comidas ritualísticas são para funerais, ritos ancestrais, oferendas xamânicas e em templos.
Uma característica de comidas para templos é a ausência de ingredientes com gosto forte, como o alho, cebolinha, alho-poró, gengibre e carne.
Bolos de arroz são essenciais para cerimônias e rituais. A cor da comida e os ingredientes são selecionados em equilíbrio com o yin-yang.

#### Culinária real (surasang)
Atualmente, a surasan está disponível para toda a população. No passado, pratos com vegetais eram essenciais. Entretanto, o consumo de carne cresceu. Pratos tradicionais incluem ssambap, bulgogi, sinseollo, kimchi, bibimbap, e gujeolpan.

### Chá
Chás eram usados para cerimônias ou como parte da medicine herbalística tradicional. Alguns chás feitos de frutas, folhas, sementes ou raízes são muito apreciados. Eles possuem cinco tipos de chá: doce, azedo, salgado, amargo e picante.

### Festivais do calendário lunar

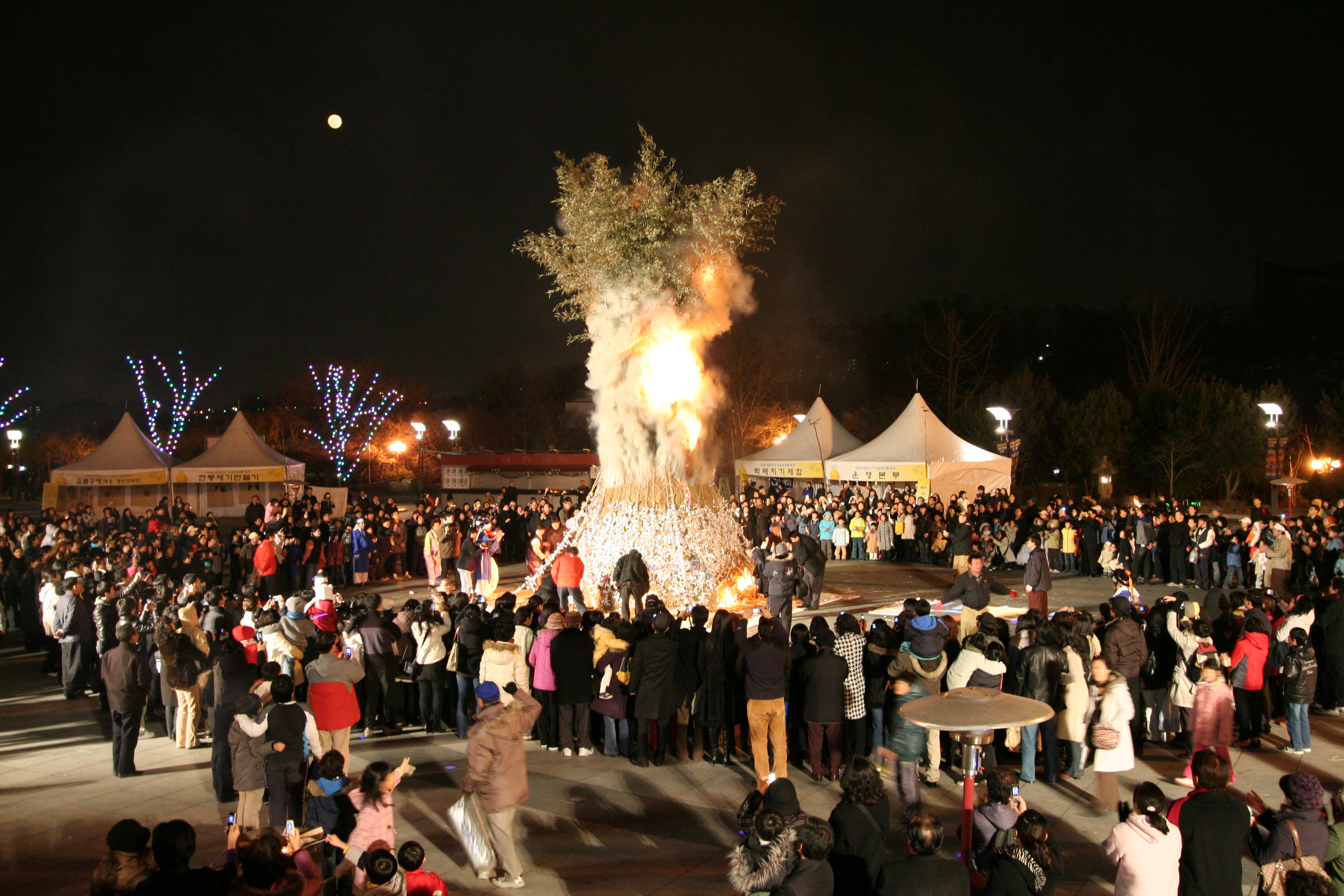
Daeboreum

O calendário tradicional coreano era baseado no calendário lunissolar. As datas eram calculadas do meridiano da Coreia. Observações e festivais são enraizados na cultura coreana. O calendário lunar coreano é dividido em 24 momentos (절기, jeolgi), cada um durando cerca de 15 dias. O calendário lunar era o modo de marcar o tempo na sociedade agrária no passado, mas está deixando de fazer parte da sociedade coreana.
O calendário gregoriano foi adotado oficialmente em 1895, mas os feriados tradicionais e a contagem da idade ainda são baseadas no antigo calendário. Gerações mais velhas ainda celebram os aniversários de acordo com o calendário lunar.
O maior festival na Coreia atualmente é o Seollal (o ano novo tradicional coreano). Outros festivais importantes são Daeboreum (a primeira lua cheia), Dano (festival da primavera), e Chuseok (festival da colheita).
Também existe um grande número de festivais regionais, celebrados de acordo com o calendário lunar.

### Crenças

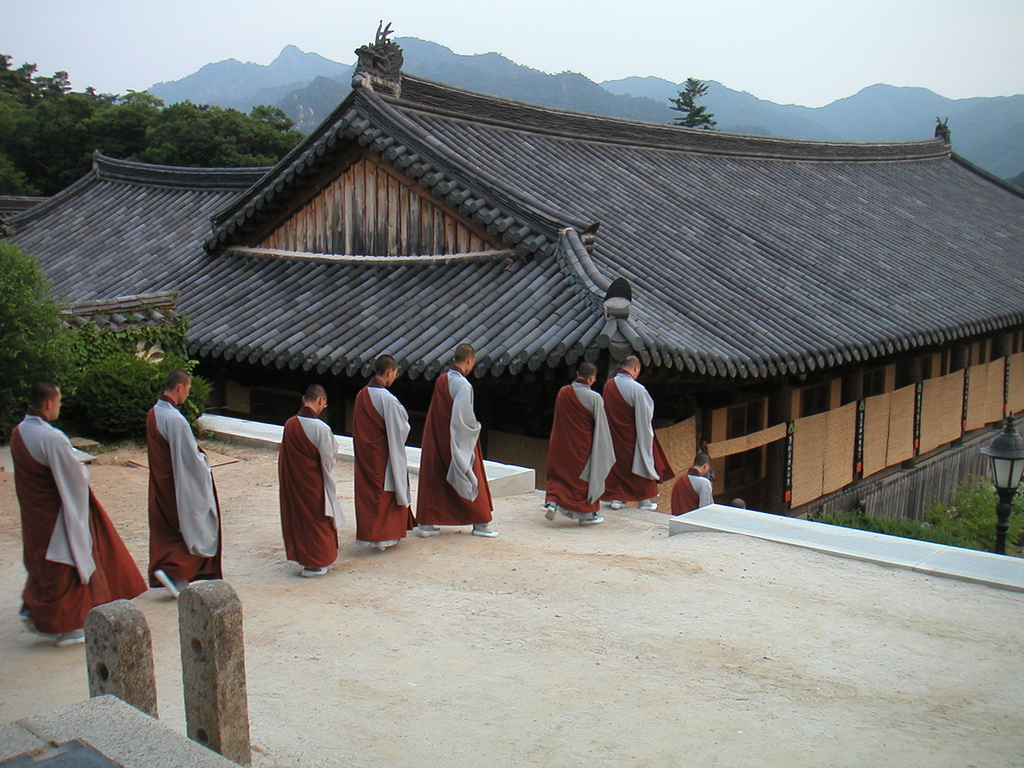
Haeinsa

A religião nativa da coreia é o xamanismo, que não é mais tão comum, mas ainda é praticado por algumas pessoas. Mulheres xamãs, ou mudang, são chamadas para ajudar em várias coisas.
O budismo e confucionismo foram introduzidos à Coreia através do contato com as dinastias chinesas. Budismo foi a religião oficial da dinastia Goreyo, dando muitos privilégios aos monges budistas durante o período. Entretanto, isso foi revertido no período Joseon, no qual monges e templos foram banidos das cidades e confinados ao interior. No seu lugar, foi instalado uma forma estrita de confucionismo. Confucionismo coreano foi optimizado pela classe seonbi, acadêmicos que abriam mão de posições de poder para se dedicar ao estudo.
Apesar da separação das Coreias, as crenças tradicionais em xamanismo coreano, budismo maaiana e confucionismo se mantiveram religiões influentes para os coreanos, assim como parte vital de sua cultura.

## Locais de herança
Existem vários Patrimônios Mundiais na Coreia.

### Santuário Jongmyo
O Santuário Jongmyo, localizado em Seoul, foi adicionado a lista de Património Mundial da UNESCO. Ele foi dedicado aos espíritos ancestrais da família real daDinastia Joseon. Ele tem fortes influências da tradição confucionista da Coreia. Uma performance de música de corte, conhecida como Jongmyo jeryeak, é feita lá todos os anos.
Quando foi construído, em 1394, ele era uma das construções mais longas da Ásia. Ele tem 19 tabletes memoriais de reis e 30 de suas rainhas, localizados em 19 câmaras diferentes. O santuário foi incendiado na Guerra Imjin, mas foi reconstruído em 1608.

### Changdeokgung
Changdeokgung, localizado em Seoul e conhecido como "palácio de nobre virtude". Ele foi construído em 1405, incendiado durante a Guerra Imjin em 1592 e reconstruído em 1609. Por mais de 300 anos, Changdeokgung foi a localização do trono real.
Algumas das árvores no palácio tem cerca de 300 anos, tirando uma com mais de 1000 anos de idade. Changdeokung passou a ser considerado Patrimônio Mundial em 1997.

### Bulguksa

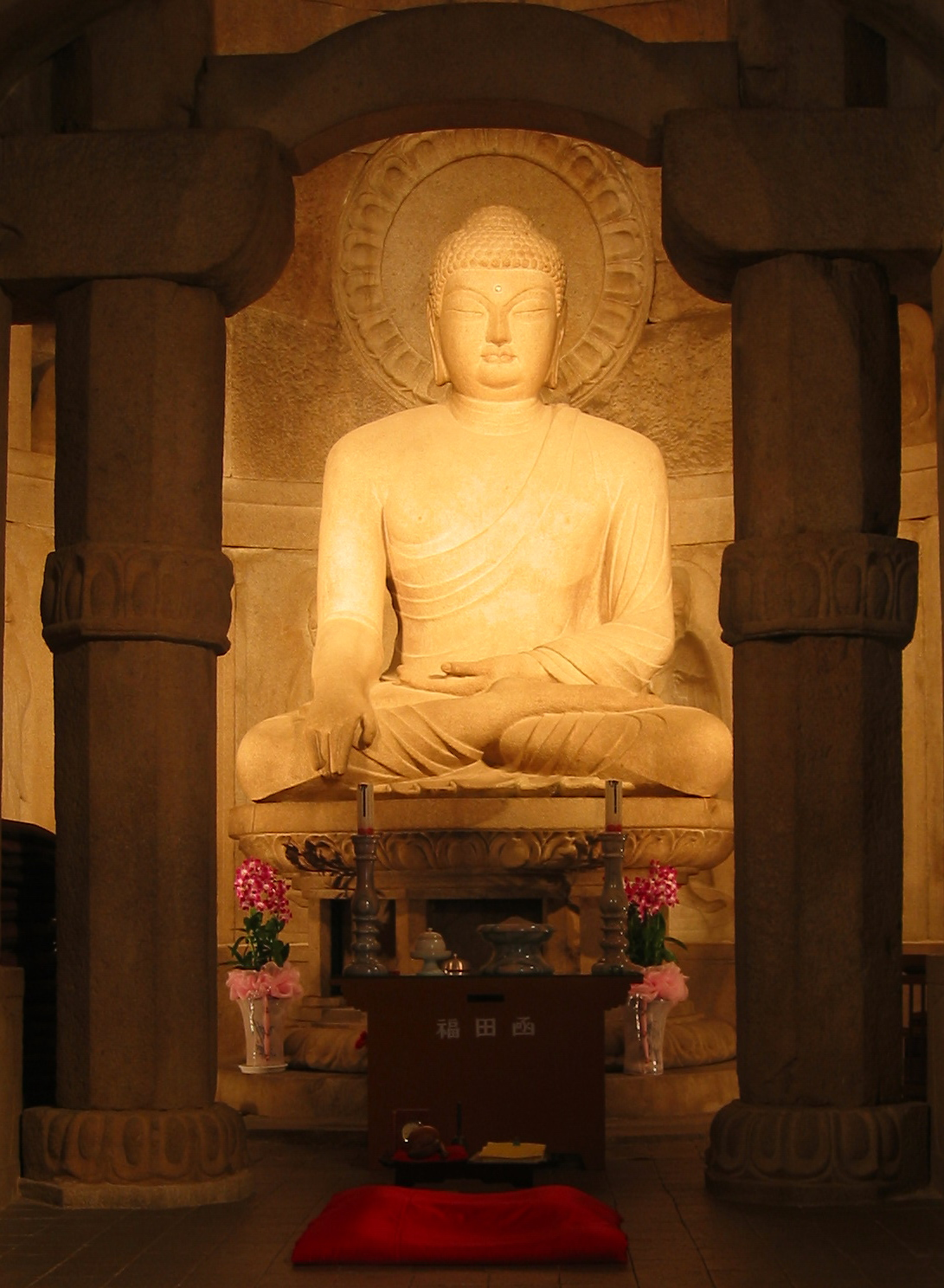
Seokguram Grotto

Bulguksa, também conhecido como o templo de Buddha Land e a casa de Seokguram Grotto. O templo foi construído em 751 e consiste de vários salões. Existem dois pagodas (templo budista) no templo.
A gruta Seokguram é um eremitério do templo Bulguksa. O salão principal do santuário possui uma estátua de Buddha. O templo entrou para a lista de Patrimônio Mundial em 1995.

### Tripitaca Coreana e Haeinsa
Haeinsa é um templo da província Gyeongsang do Sul. Ele foi construído em 802 e lar dos blocos Tripitaca Coreana, os manuscritos Budistas mais antigos do mundo. A escultura desses blocos começou em 1236 e terminada em 1251. Eles são testemunho da devoção do rei e seu povo.
A palavra tripitaca é sânscrita e significa "três cestas", se referindo a lei de estética Budista. A Tripitaca Coreana consiste em 81 258 blocos de madeira e é a maior e mais completa coleção de escritos budistas. Não existe evidência de erros ou omissões em nenhum dos blocos.
Ele foi adicionado a lista de Patrimônio Mundial em 1995.

### Hwaseong

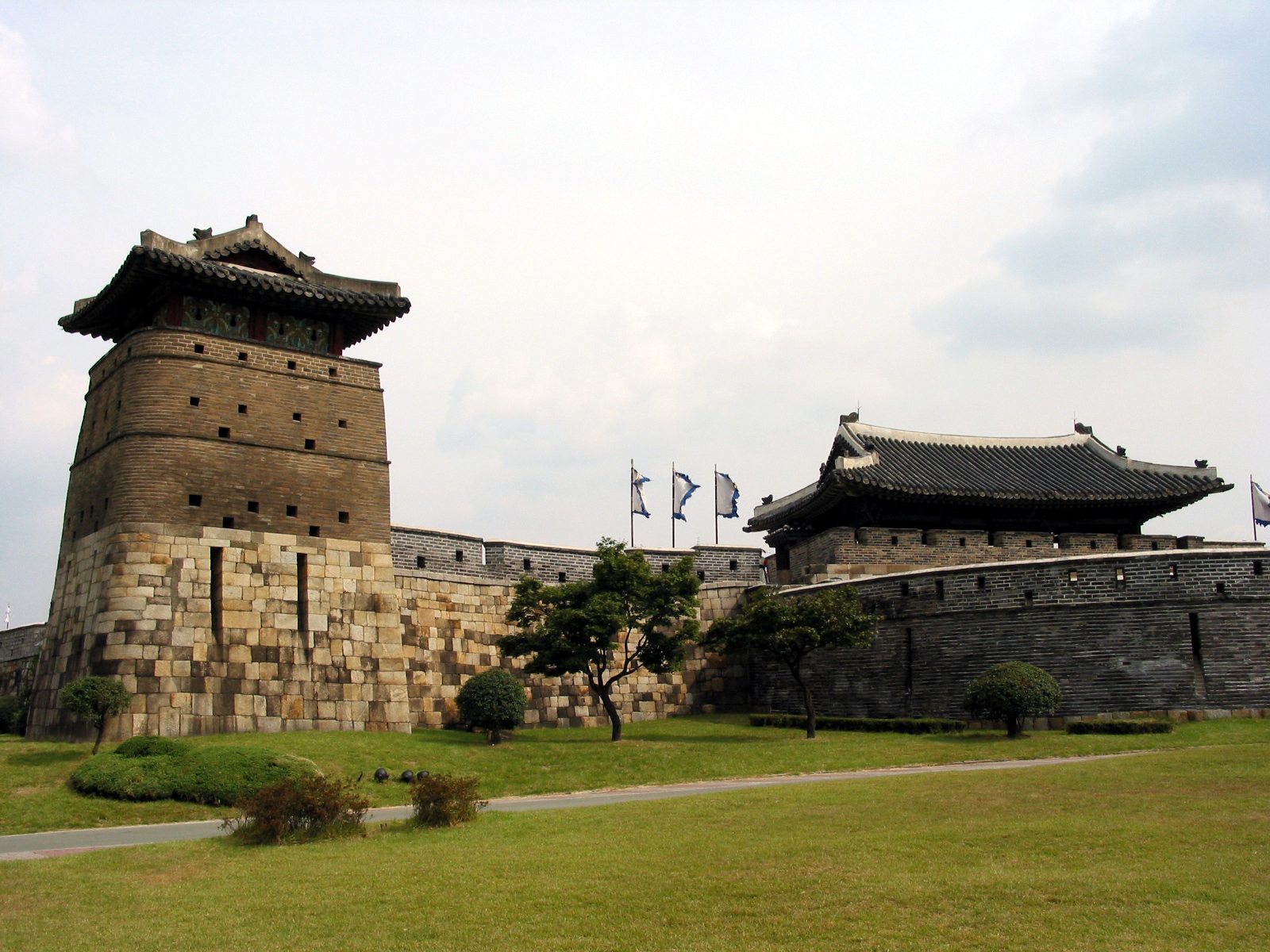
Visão frontal do portão oeste e torre de vigia

Hwaseong é a fortaleza da cidade Suwon, sul de Seoul na Coreia do Sul. Sua construção foi completada em 1796, tendo todas as melhores características de uma fortaleza coreano da época. A fortaleza também tem um palácio que foi usado para as visitas reais na tumba do pai do rei, localizada perto da cidade.
A fortaleza cobre planícies e monte, algo raro na Ásia Oriental. O muro tem 5,52 km de comprimento, com 41 instalações em seu perímetro. Isso inclui quatro portões cardeais, um portão hidráulico, quatro portões secretos e uma torre de farol.
Hwaseong entrou para a lista de Patrimônio Mundial em 1997.

### Namhansanseong
Namhansanseong entrou para a lista de Patrimônio Mundial em 2014.

### Sansa, Mosteiro Budista
O Mosteiro Budista Sansa é localizado ao longo das províncias do sul da Coreia. O arranjo espacial dos sete templos que compõem a propriedade, estabelecido do século VII ao IX, apresenta características comuns específicas da Coreia - um pátio aberto rodeado de quatro prédios. Esses mosteiros são lugares sagrados, que sobreviveram como locais de fé e prática religiosa até o presente.

### Monumentos históricos em Kaesong
Eles viraram Patrimônio Mundial em 2013.

### Gochang, Hwasun e Ganghwa
Gochang, Hwasun e Ganghwa entraram para a lista de Patrimônio Mundial em 2000. Esses locais são lar de cemitérios pré-históricos com vários megalítos. Esses megalítos são lápides criadas no século I a.C.

### Gyeongju
Gyeongju virou Patrimônio Mundial em 2000. Esse local foi a capital do reino de Silla. As tumbas dos governantes de Silla ainda existem no centro da cidade. Essa tumbas tem o formato de pedras enterradas em um montanha, como as pirâmides. Poseokjeong é um dos lugares mais famosos da região, mas existe um grande número de arte budista, esculturas, pagodas e ruinas de templos e palácios construídos no século VII e X.

### Complexo de Túmulos Koguryo
O Complexo de Túmuelos Koguryo fica em Pyongyang, Pyong'an Província do Sul, e Cidade Nampo, Hwanghae Província do Sul, Coreia do Norte. Em Julho de 2004 ele se tornou o primeiro Patrimônio Mundial ao norte.
O local consiste de 63 túmulos individuais do tempo após Goguryeo, um dos Três Reinos da Coreia. Ele foi construído perto do norte da Coreia e Manchúria por volta de 32 a.C., e a capital foi movida para Pyongyang em 427. Esse reino dominou a região entre os século V e VII d.C.